# Internazionali BNL d'Italia 2012
Giải quần vợt Ý Mở rộng 2012 (hay Rome Masters 2012 và tiêu đề tài trợ Internazionali BNL d'Italia 2012) là một giải quần vợt, being diễn ra trên sân đất nện ngoài trời tại Foro Italico ở Rome, Ý. Đây là mùa giải thứ 69 của Giải quần vợt Ý Mở rộng và được phân loại là sự kiện ATP World Tour Masters 1000 trong ATP World Tour 2012 và một sự kiện Premier 5 trong WTA Tour 2012. Giải diễn ra từ 14 to 21 tháng 5 năm 2012, vì mưa làm hoãn trận chung kết nam sang ngày thứ Hai.

## Điểm và tiền thưởng

### Điểm
| Stage                | Đơn nam | Đôi nam | Đơn nữ | Đôi nữ |
| -------------------- | ------- | ------- | ------ | ------ |
| Vô địch              | 1000    | 1000    | 900    | 900    |
| Á quân               | 600     | 600     | 620    | 620    |
| Bán kết              | 360     | 360     | 395    | 395    |
| Tứ kết               | 180     | 180     | 225    | 225    |
| 1/16                 | 90      | 90      | 125    | 125    |
| 1/32                 | 45      | 10      | 70     | 1      |
| 1/64                 | 10      | –       | 1      | –      |
| Qualifier            | 25      | –       | 30     | –      |
| Qualifying Finalist  | 16      | –       | 20     | –      |
| Qualifying 1st round | 0       | –       | 1      | –      |

### Tiền thưởng
| Stage                  | Đơn nam  | Đôi nam  | Đơn nữ   | Đôi nữ   |
| ---------------------- | -------- | -------- | -------- | -------- |
| Vô địch                | €460.260 | €142.500 | $385.000 | $110.000 |
| Á quân                 | €225.680 | €69.780  | $192.000 | $55.000  |
| Bán kết                | €113.580 | €35.000  | $95.100  | $27.525  |
| Tứ kết                 | €57.755  | €17.970  | $44.250  | $13.850  |
| 1/16                   | €30.000  | €9.290   | $22.000  | $7.000   |
| 1/32                   | €15.810  | €4.900   | $11.300  | $3.500   |
| 1/64                   | €8.535   | –        | $5.800   | –        |
| Final round qualifying | €1.965   | –        | $3.200   | –        |
| First round qualifying | €1.000   | –        | $1.650   | –        |

## Vận động viên đơn ATP

### Hạt giống
| Quốc gia | Tay vợt               | Xếp hạng1 | Hạt giống |
| -------- | --------------------- | --------- | --------- |
| SRB      | Novak Djokovic        | 1         | 1         |
| SUI      | Roger Federer         | 2         | 3         |
| ESP      | Rafael Nadal          | 3         | 2         |
| GBR      | Andy Murray           | 4         | 4         |
| FRA      | Jo-Wilfried Tsonga    | 5         | 5         |
| ESP      | David Ferrer          | 6         | 6         |
| CZE      | Tomáš Berdych         | 7         | 7         |
| SRB      | Janko Tipsarević      | 8         | 8         |
| Hoa Kỳ   | John Isner            | 10        | 9         |
| ARG      | Juan Martín del Potro | 11        | 10        |
| FRA      | Gilles Simon          | 12        | 11        |
| ESP      | Nicolás Almagro       | 13        | 12        |
| FRA      | Gaël Monfils          | 14        | 13        |
| ARG      | Juan Mónaco           | 15        | 14        |
| ESP      | Feliciano López       | 16        | 15        |
| FRA      | Richard Gasquet       | 18        | 16        |

- Bảng xếp hạng tính đến ngày tháng 5 15, 2012

### Vận động viên khác
Đặc cách:
- Fabio Fognini[14]
- Paolo Lorenzi[14]
- Potito Starace[14]
- Filippo Volandri[14]

Vượt qua vòng loại:
- Guillermo García-López
- Santiago Giraldo
- Robin Haase
- Blaž Kavčič
- Sam Querrey
- Albert Ramos
- Adrian Ungur

### Bỏ cuộc
- Mardy Fish
- Kei Nishikori (chấn thương dạ dày)[15]
- Robin Söderling (mononucleosis)[16]

### Giải nghệ
- Alexandr Dolgopolov

## Vận động viên đôi ATP

### Hạt giống
| Quốc gia | Tay vợt             | Quốc gia | Tay vợt              | Xếp hạng1 | Hạt giống |
| -------- | ------------------- | -------- | -------------------- | --------- | --------- |
| BLR      | Max Mirnyi          | CAN      | Daniel Nestor        | 6         | 1         |
| Hoa Kỳ   | Bob Bryan           | Hoa Kỳ   | Mike Bryan           | 6         | 2         |
| FRA      | Michaël Llodra      | SRB      | Nenad Zimonjić       | 11        | 3         |
| SWE      | Robert Lindstedt    | ROU      | Horia Tecău          | 17        | 4         |
| IND      | Leander Paes        | CZE      | Marcin Matkowski     | 20        | 5         |
| POL      | Mariusz Fyrstenberg | POL      | Radek Štěpánek       | 20        | 6         |
| IND      | Mahesh Bhupathi     | IND      | Rohan Bopanna        | 27        | 7         |
| AUT      | Alexander Peya      | PAK      | Aisam-ul-Haq Qureshi | 32        | 8         |

- Bảng xếp hạng tính đến ngày tháng 5 15, 2012

### Vận động viên khác
Đặc cách:
- Flavio Cipolla /  Paolo Lorenzi
- Gianluca Naso /  Filippo Volandri

### Giải nghệ
- Pablo Andújar

## Vận động viên đơn WTA

### Hạt giống
| Quốc gia | Tay vợt             | Xếp hạng1 | Hạt giống |
| -------- | ------------------- | --------- | --------- |
| BLR      | Victoria Azarenka   | 1         | 1         |
| RUS      | Maria Sharapova     | 2         | 2         |
| POL      | Agnieszka Radwańska | 3         | 3         |
| CZE      | Petra Kvitová       | 4         | 4         |
| AUS      | Samantha Stosur     | 5         | 5         |
| DEN      | Caroline Wozniacki  | 6         | 6         |
| FRA      | Marion Bartoli      | 7         | 7         |
| CHN      | Li Na               | 8         | 8         |
| Hoa Kỳ   | Serena Williams     | 9         | 9         |
| ITA      | Francesca Schiavone | 11        | 10        |
| GER      | Sabine Lisicki      | 13        | 11        |
| GER      | Angelique Kerber    | 14        | 12        |
| SRB      | Ana Ivanovic        | 15        | 13        |
| SVK      | Dominika Cibulková  | 16        | 14        |
| SRB      | Jelena Janković     | 18        | 15        |
| RUS      | Maria Kirilenko     | 19        | 16        |

- Bảng xếp hạng tính đến ngày 7 tháng 5 năm 2012

### Vận động viên khác
Đặc cách:
- Alberta Brianti[14]
- Karin Knapp[14]
- Venus Williams[14]

Vượt qua vòng loại:
- Anna Chakvetadze
- Olga Govortsova
- Andrea Hlaváčková
- Mirjana Lučić
- Anastasia Rodionova
- Silvia Soler Espinosa
- Sloane Stephens
- Aleksandra Wozniak

### Bỏ cuộc
- Mona Barthel
- Daniela Hantuchová (chấn thương bàn chân)[17]
- Kaia Kanepi (chấn thương bàn chân) [17]
- Andrea Petkovic (chấn thương mắt cá)[18]
- Vera Zvonareva

## Vận động viên đôi WTA

### Hạt giống
| Quốc gia | Tay vợt           | Quốc gia | Tay vợt             | Xếp hạng1 | Hạt giống |
| -------- | ----------------- | -------- | ------------------- | --------- | --------- |
| Hoa Kỳ   | Liezel Huber      | Hoa Kỳ   | Lisa Raymond        | 2         | 1         |
| CZE      | Květa Peschke     | SLO      | Katarina Srebotnik  | 7         | 2         |
| ITA      | Sara Errani       | ITA      | Roberta Vinci       | 25        | 3         |
| CZE      | Andrea Hlaváčková | AUS      | Anastasia Rodionova | 26        | 4         |
| RUS      | Maria Kirilenko   | RUS      | Nadia Petrova       | 27        | 5         |
| GER      | Julia Görges      | Hoa Kỳ   | Vania King          | 37        | 6         |
| RSA      | Natalie Grandin   | CZE      | Vladimíra Uhlířová  | 45        | 7         |
| Hoa Kỳ   | Raquel Kops-Jones | Hoa Kỳ   | Abigail Spears      | 48        | 8         |

- 1 Bảng xếp hạng tính đến ngày 7 tháng 5 năm 2012

### Vận động viên khác
Đặc cách:
- Nastassja Burnett /  Alexa Virgili
- Maria Elena Camerin /  Karin Knapp

Thay thế:
- Jill Craybas /  Sloane Stephens

### Bỏ cuộc
- Andrea Hlaváčková (right thigh injury)

### Giải nghệ
- Janette Husárová (chấn thương lưng trái)
- Flavia Pennetta (chấn thương cổ tay phải)
- Peng Shuai (chấn thương bàn tay trái)

## Nhà vô địch

### Đơn nam
- Rafael Nadal đánh bại  Novak Djokovic, 7–5, 6–3 [1]

### Đơn nữ
- Maria Sharapova đánh bại  Li Na, 4–6, 6–4, 7–6(7–5)[2]

### Đôi nam
- Marcel Granollers /  Marc López đánh bại  Łukasz Kubot /  Janko Tipsarević, 6–3, 6–2

### Đôi nữ
- Sara Errani /  Roberta Vinci đánh bại  Ekaterina Makarova /  Elena Vesnina, 6–2, 7–5